# 나가사키시

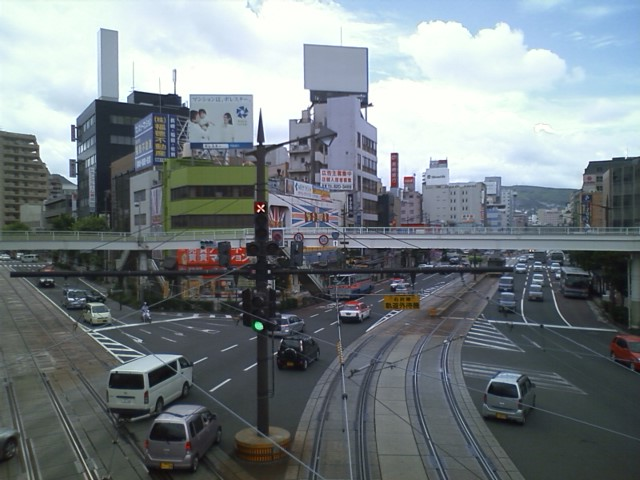
나가사키역 부근의 시가지

나가사키시(일본어: 長崎市 나가사키시[*], 문화어: 나가사끼시)는 일본 규슈 북서부, 나가사키현 남서부에 있는 도시이다. 나가사키현의 현청 소재지이자 최대 도시이며 중핵시로 지정되어 있다.

## 개요
쇄국정책을 펼치던 에도 시대에는 일본 유일의 에도 막부 공인 국제 무역항(네덜란드·중국·조선 대상)인 데지마(出島)가 있는 항구 도시였다. 이 때문에 데지마와 도진야시키(중국인 거류지) 유적을 비롯하여 이국적인 정서로 가득한 항구 도시로 유명하다. 이러한 역사적 경위로 인하여 일본 내에서 천주교 신자 수가 비교적 많은 것으로 알려져 있으며, 특히 천주교는 나가사키현 단독으로 대교구를 두고 있다(일본의 대교구는 나가사키를 포함하여 3개가 있고, 도쿄 대교구는 도쿄·지바, 오사카 대교구는 오사카·효고·와카야마로 이루어짐).
제2차 세계 대전 말기에 히로시마와 함께 실전용 핵무기(원자폭탄)가 사용된 곳으로 유명하다(히로시마·나가사키 원자폭탄 투하). 실전 사용으로는 히로시마에 이은 사상 두 번째이자 마지막이었다. '인근 핵무장 국가에 의한 핵공격 피해를 상정하는 것은 다른 국가에 오해를 준다'라는 방침에 따라 일본 지자체 중에서 유일하게 국민 보호 계획안에서 다른 국가로부터 핵공격을 당하는 사태를 상정하지 않고 있다(2007년 5월 11일 시장 발언). 또한 나가사키현은 계획안에 핵공격 대처 사항을 기술하고 있다.

## 인구
1920년 제1회 인구 조사에서는 요코하마에 이어 일본 7위, 규슈 1위의 도시였다. 그러나 이후 순위는 떨어지기만 하여 1930년 3회 조사에서 후쿠오카, 1940년 5회 조사에서 야하타(현 기타큐슈시 야하타히가시구와 야하타니시구. 이후 나가사키시에게 밀리지만 1963년에 기타큐슈시로 통합되면서 다시 역전), 1947년 6회 조사에서 구마모토, 1975년 12회 조사에서 가고시마, 2000년 17회 조사에서 오이타에 각각 밀리면서 규슈 6위의 도시가 되었다. 2022년 7월 1일에는 인구 40만 명 선이 붕괴되었고, 8월 1일에는 미야자키에 역전당했다.
지금도 인구 감소가 현저하게 일어나는 중이라 2020년 21회 조사에서는 직전 조사와 비교해 후지사와, 도요타, 다카마쓰, 도야마에 밀림으로써 일본에서 44위가 되었다. 1975년에서 1980년대에는 인구가 50만 명 이상이었지만 2018년부터 2019년에 걸쳐 인구가 4,832명 줄어, 인구 감소 규모가 일본 내에서 가장 컸다.
인구 감소가 심각한 원인으로는 험한 지형으로 인한 주택난이 있다. 나가사키는 작은 시가지에 인구의 78%가 거주하여 인구 밀도가 1,004명/km²에 달할 정도로 과밀하다. 그렇기에 도시 규모에 비해 집값이 높다. 2019년 평균 월세가 후쿠오카보다 높았고 나고야와 같은 수준이었다. 그리하여 시는 용적률 완화로 집값 하락을 유도하고 있다.

## 역사
메이지 시대부터 제2차 세계 대전까지
- 1870년 - 외국인 거류지가 완성되었다.
- 1878년 - 나가사키구청이 설치되었다.
- 1889년 4월 1일 - 시제 시행으로 나가사키시가 발족하였다.
- 1893년 - 문묘가 완공되었다.
- 1889년 - 거주지가 회수되었다.
- 1912년 - 콜레라가 유행하여 주변 정촌 주민 2,000명이 감염되었다.
- 1914년 - 시내에서 천연두가 유행해 1월부터 8월까지 환자 150여 명이 발생하였다.
- 1923년 2월 11일 - 나가사키~상하이 간에 일본우선에 의한 일화 연락선 항로의 운항이 개시되었다.
- 1933년 12월 1일 - 나가사키 시가(시의 노래)를 제정하였다.
- 1934년 - 3월부터 5월에 걸쳐 국제산업관광박람회가 개최되었다.
- 1940년 - 나가사키 조선소에서 전함 무사시가 진수되었다.
- 1945년 8월 9일 - 오전 11시 2분 미군이 이곳에 원자폭탄을 투하해 7만 명 이상의 주민이 사망하고 시내 가옥의 약 36%가 파괴되었다.

제2차 세계 대전 이후
- 1955년 8월 - 평화 기도상이 완성되었다.
- 1972년 10월 2일 - 나가사키 터널(나가사키 본선)이 신설 개통되었다.
- 1977년 10월 15일 - 히라도발 나가사키행의 사이히 버스가 아소 적군을 자칭하는 인물에 의해 납치되는 사건이 발생하였다.
  - 11월 국제관광문화도시로 지정되었다.
- 1981년 2월 - 교황 요한 바오로 2세가 방문하였다.
- 1982년 7월 23일 - 최대 1시간 강우량이 111.5mm에 달하는 기록적인 비가 내리고 299명이 희생되었다(나가사키 대수해).
- 1990년 1월 18일 - 나가사키시장 총격 사건이 발생해 당시 시장이었던 모토지마 히토시가 일본 우익 단체의 행동대원에게 총격을 받았다.
- 1994년 - 건물이나 다리, 식물 등의 피폭에 의한 현황 조사와 현존하는 건축물의 보존 대책을 개시하였다.
- 1997년 4월 1일 - 중핵시로 지정되었다.
- 2007년 4월 17일 - 나가사키시장 피살 사건이 발생하였다. 시장인 이토 잇초는 다음날 오전 2시 28분에 사망하였다.
- 2022년 9월 23일 - 니시큐슈 신칸센이 나가사키역~다케오온천역 구간에 개통하였다.

쇄국 체제였던 에도 시대에는 히라도섬 폐쇄 이후 에도 막부가 공인한 일본의 유일 국제 무역항인 데지마가 존재했던 항구 도시였다. 이 섬이 남긴 자취를 비롯해 이국적인 정서가 넘치는 항구 도시로 유명하다. 이런 역사적인 경위로 인해 천주교도의 수가 상대적으로 많은 것으로 알려져 있으며 이 시에 설정되어 있는 나가사키 대교구는 도쿄, 오사카와 함께 일본 내 3대 교구 중 한 곳을 형성하고 있다.
또한 원자폭탄 투하로 히로시마에 이어 세계 역사상 두 번째이자 마지막 피폭 도시가 되었다. '인근의 핵무장 국가에 대한 핵 공격 피해를 상정하는 것은 다른 나라에 오해를 부를 수 있다'라는 전직 시장의 신념 하에 일본 지자체 중 유일하게 국민 보호 차원에서 다른 나라에 대한 핵 공격이 상정되는 사태 가정을 기피하고 있다. 또한 현내 계획안에서 핵 공격에 관한 대처 사항을 설명하고 있다.

## 행정
행정구역의 변천
- 1889년 4월 1일 - 시제 시행으로 나가사키구를 비롯해 2촌을 각 구역으로 나누어서 나가사키시가 발족하였다. (추정 면적 7.00km2, 인구 54,502명)
- 2005년 1월 4일 - 이오지마정·고야기정·산와정·소토메정·다카시마정·노모자키정을 편입하였다. (면적 338.72km2, 인구 447,103명）
- 2006년 1월 4일 - 긴카이정을 편입하였다. (면적 406.35km2,　인구 454,739명)

## 지리
나가사키와 니시소노기 반도는 시 경계 내부에 위치하고 있으며 나가사키는 이사하야시, 사이카이시, 니시소노기군 도키쓰정, 나가요정 등으로 둘러싸여 있다. 도시 중심부는 삼면이 산으로 둘러싸여 있고 주택지의 상당수는 산의 경사면을 따라 위치하고 있는데 그 때문에 《계단의 거리》, 《비탈의 거리》가 유명하다. 비탈이 많기 때문에 자전거를 타는 사람이 다른 도시보다 훨씬 적고 오토바이가 많다.
나가사키는 규슈 천혜의 자연 항구인 긴 만의 머리 부분에 있어서 주요 상가와 거주지는 만의 끝 부분인 작은 평원에 있다. 산으로 나뉜 두 개의 강이 시내를 따라 흐른다. 중심부를 흐르는 강은 북쪽에서 남쪽으로 흘러 나가사키항으로 흘러 들어가는 우라카미강과 시 북동부에서 나가사키항으로 흘러 들어가는 나카지마강이 있다. 각각 강가의 평지와 매립지가 있어 상업 지구나 공공 시설은 그곳에 집중되어 있다.

### 기후
연평균 기온은 17.4°C, 연강수량은 약 1,894mm이다. 난류의 영향이 강하고 규슈의 타도시에 비해서도 연교차가 작다. 1980년대까지는 눈이 쌓일 만큼 내리는 일도 많았지만 최근에는 눈이 별로 내리지 않는다.
| 나가사키시의 기후                                            | 나가사키시의 기후 | 나가사키시의 기후 | 나가사키시의 기후 | 나가사키시의 기후 | 나가사키시의 기후 | 나가사키시의 기후 | 나가사키시의 기후 | 나가사키시의 기후 | 나가사키시의 기후 | 나가사키시의 기후 | 나가사키시의 기후 | 나가사키시의 기후 | 나가사키시의 기후 |
| 월                                                           | 1월               | 2월               | 3월               | 4월               | 5월               | 6월               | 7월               | 8월               | 9월               | 10월              | 11월              | 12월              | 연간              |
| ------------------------------------------------------------ | ----------------- | ----------------- | ----------------- | ----------------- | ----------------- | ----------------- | ----------------- | ----------------- | ----------------- | ----------------- | ----------------- | ----------------- | ----------------- |
| 역대 최고 기온 °C (°F)                                       | 21.3 (70.3)       | 22.6 (72.7)       | 25.1 (77.2)       | 29.0 (84.2)       | 31.4 (88.5)       | 36.4 (97.5)       | 37.7 (99.9)       | 37.7 (99.9)       | 36.1 (97.0)       | 33.7 (92.7)       | 27.4 (81.3)       | 23.8 (74.8)       | 37.7 (99.9)       |
| 일평균 최고 기온 °C (°F)                                     | 10.7 (51.3)       | 12.0 (53.6)       | 15.3 (59.5)       | 19.9 (67.8)       | 23.9 (75.0)       | 26.5 (79.7)       | 30.3 (86.5)       | 31.9 (89.4)       | 28.9 (84.0)       | 24.1 (75.4)       | 18.5 (65.3)       | 13.1 (55.6)       | 21.2 (70.2)       |
| 일일 평균 기온 °C (°F)                                       | 7.2 (45.0)        | 8.1 (46.6)        | 11.2 (52.2)       | 15.6 (60.1)       | 19.7 (67.5)       | 23.0 (73.4)       | 26.9 (80.4)       | 28.1 (82.6)       | 24.9 (76.8)       | 20.0 (68.0)       | 14.5 (58.1)       | 9.4 (48.9)        | 17.4 (63.3)       |
| 일평균 최저 기온 °C (°F)                                     | 4.0 (39.2)        | 4.5 (40.1)        | 7.5 (45.5)        | 11.7 (53.1)       | 16.1 (61.0)       | 20.2 (68.4)       | 24.5 (76.1)       | 25.3 (77.5)       | 21.9 (71.4)       | 16.5 (61.7)       | 11.0 (51.8)       | 6.0 (42.8)        | 14.1 (57.4)       |
| 역대 최저 기온 °C (°F)                                       | −5.6 (21.9)       | −4.8 (23.4)       | −3.6 (25.5)       | 0.2 (32.4)        | 5.3 (41.5)        | 8.9 (48.0)        | 15.0 (59.0)       | 16.4 (61.5)       | 11.1 (52.0)       | 4.9 (40.8)        | −0.2 (31.6)       | −3.9 (25.0)       | −5.6 (21.9)       |
| 평균 강수량 mm (인치)                                        | 63.1 (2.48)       | 84.0 (3.31)       | 123.2 (4.85)      | 153.0 (6.02)      | 160.7 (6.33)      | 335.9 (13.22)     | 292.7 (11.52)     | 217.9 (8.58)      | 186.6 (7.35)      | 102.1 (4.02)      | 100.7 (3.96)      | 74.8 (2.94)       | 1,894.7 (74.59)   |
| 평균 강설량 cm (인치)                                        | 3 (1.2)           | 0 (0)             | 0 (0)             | 0 (0)             | 0 (0)             | 0 (0)             | 0 (0)             | 0 (0)             | 0 (0)             | 0 (0)             | 0 (0)             | 0 (0)             | 4 (1.6)           |
| 평균 강수일수 (≥ 0.5 mm)                                     | 10.4              | 10.2              | 11.4              | 10.3              | 10.1              | 14.3              | 11.9              | 10.7              | 9.8               | 6.7               | 9.5               | 10.2              | 125.6             |
| 평균 강설일수                                                | 7.0               | 5.0               | 1.1               | 0.0               | 0.0               | 0.0               | 0.0               | 0.0               | 0.0               | 0.0               | 0.0               | 5.6               | 18.7              |
| 평균 상대 습도 (%)                                           | 66                | 65                | 65                | 67                | 72                | 80                | 80                | 76                | 73                | 67                | 68                | 67                | 71                |
| 평균 월간 일조시간                                           | 103.7             | 122.3             | 159.5             | 178.1             | 189.6             | 125.0             | 175.3             | 207.0             | 172.2             | 178.9             | 137.2             | 114.3             | 1,863.1           |
| 출처: 일본 기상청 (평년값: 1991년~2020년, 극값: 1878년~현재) |                   |                   |                   |                   |                   |                   |                   |                   |                   |                   |                   |                   |                   |

## 파노라마

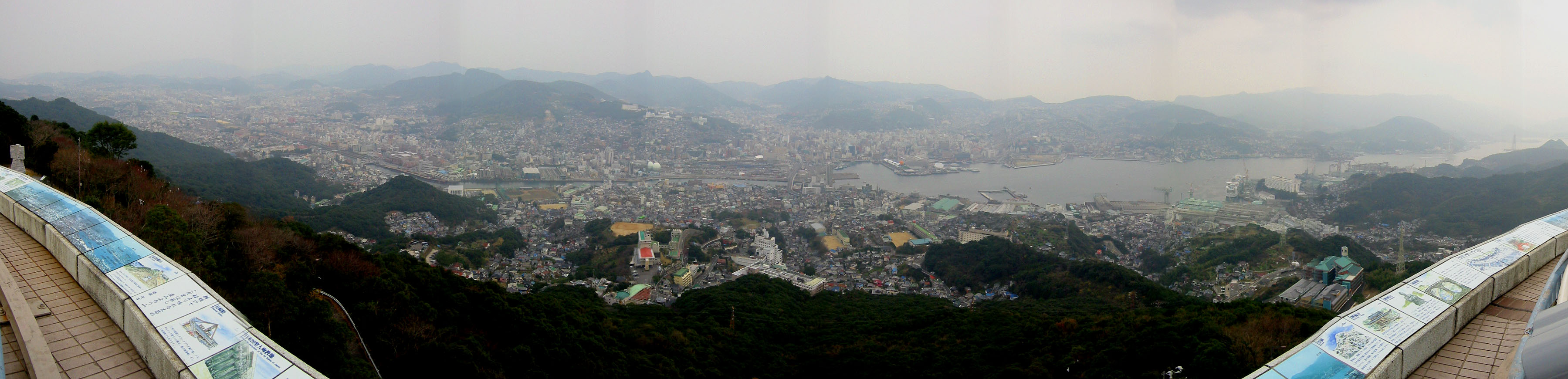
나가사키시의 전경

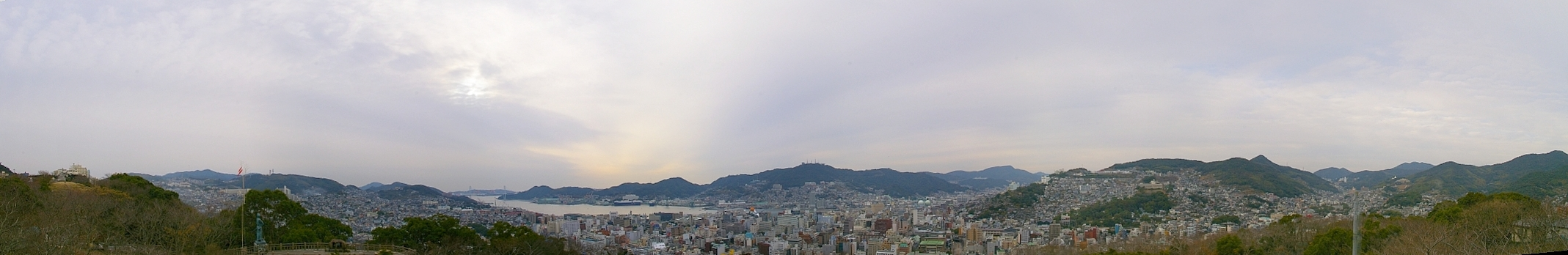
나가사키시의 전경

## 경제
미쓰비시 중공업 나가사키 조선소, 미쓰비시 전기 등의 공장이 집중해 "미쓰비시의 기업 도시"로 불리기도 한다. 쇄국 시대부터 해외에 열려 있었기에 일본 내에서 이국적인 정서가 있는 도시로 알려져 있고 원폭의 피해를 받았던 점 때문에 평화 학습을 목적으로 수학여행을 통해 방문하는 학생들도 많다. 나가사키항은 포경(고래잡이)이나 동중국해를 어장으로 하는 "이서 저인망"의 기지 "나가사키 어항"으로도 번영해 왔다. 니시소노기 반도 남부에서는 육우·젖소의 사육도 이뤄지고 있다.

## 교육
- 나가사키 대학(長崎大学)
- 갓스이 여자대학(活水女子大学)
- 나가사키 종합과학대학(長崎総合科学大学)
- 나가사키 준신 대학(長崎純心大学)
  - 나가사키 준신 여자 단기대학(純心女子短期大学)
- 나가사키 외국어대학(長崎外国語大学)
- 나가사키 시볼트 대학

### 단기 대학
- 나가사키 여자 단기대학(長崎女子短期大学)
- 다마키 여자 단기대학(玉木女子短期大学)

## 교통

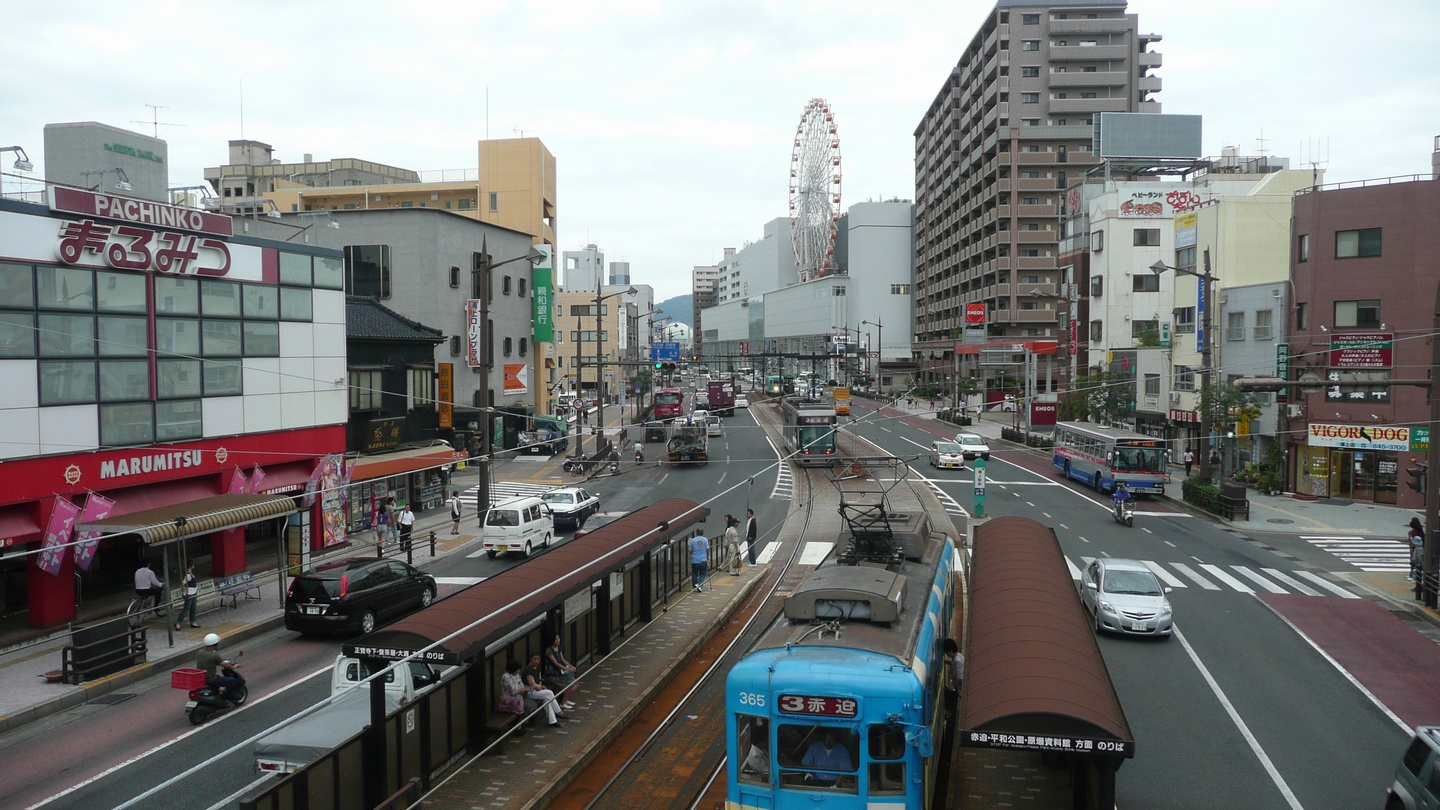
나가사키의 노면전차

### 철도
- 규슈 여객철도 나가사키 본선
- 나가사키 전기 궤도(노면전차)

### 도로
- 나가사키 자동차도
- 나가사키 바이패스
- 국도 34호선(국도 57호선 중복)
- 국도 202호선
- 국도 206호선
- 국도 251호선
- 국도 324호선
- 국도 499호선

### 항공
- 나가사키 공항

## 스포츠
J리그 디비전 2에서 활약하고 있는 V-바렌 나가사키 축구 클럽이 있다.

## 관광
하우스텐보스라는 관광 명소가 유명하다. 일본의 TV 광고에서는 일본 속 작은 유럽으로 홍보되어 인지도가 꽤 있는 편이다.

## 자매 도시
- 일본 히로시마시
- 대한민국 부산광역시
- 미국 세인트폴 (1955년)
- 브라질 산투스 (1972년)
- 포르투갈 포르투 (1978년)
- 네덜란드 마델부르흐 (1978년)
- 중국 푸저우시 (1980년)
- 프랑스 보쉬흐오흐(Vaux-sur-Aure) (2005년)

## 주요 인물
- 후쿠야마 마사하루

## 같이 보기
- 나가사키 신치주카가이(나가사키 차이나타운)